# Leukopenie
Als Leukopenie, vollständig Leukozytopenie, (von altgriechisch λευκός leukós, deutsch ‚weiß‘; altgriechisch κύτος kýtos, deutsch ‚Höhlung, Gefäß, Hülle‘  und altgriechisch πενία penía, deutsch ‚Armut, Mangel‘) wird ein krankhafter Mangel an weißen Blutkörperchen (Leukozyten) im Blut bezeichnet. Dies bedeutet, dass es zu einer Verringerung der Leukozytenzahl, beim Menschen auf unter 4000 pro Mikroliter Blut, gekommen ist. In den meisten Fällen liegt eine Verminderung von neutrophilen Granulozyten vor (neutrophile Granulozytopenie, auch Neutropenie). Eine Verminderung der Lymphozyten (Lymphopenie) führt hingegen selten zur verminderten Gesamtleukozytenzahl. Eine besonders schwere Sonderform ist die Agranulozytose, bei der so gut wie keine Granulozyten mehr im Blut zu finden sind. Bei stark erniedrigten Leukozytenzahlen ist der Patient einer erhöhten Infektionsgefahr ausgesetzt. Unter Umständen ist dann eine Umkehrisolierung notwendig. Das Gegenteil der Leukopenie ist die Leukozytose.
Zu einer Leukopenie kommt es bei fulminant verlaufenden Infektionskrankheiten wie beispielsweise Typhus, da hier massiv Leukozyten verbraucht werden. Bei Virusinfektionen kommt es zu einer Verlagerung der Leukozyten an die Gefäßwände („Randpool“) und damit zu einer Verminderung dieser Zellen im zirkulierenden Blut. Auch bei einer Schädigung des Knochenmarks durch eine Chemotherapie, toxische Substanzen oder ionisierende Strahlung ist die Zahl der weißen Blutkörperchen vermindert. Auch bei Leukämien und aplastischen Anämien treten häufig Leukopenien auf. Zudem kann eine Leukopenie durch vermehrten Abbau der weißen Blutkörperchen in der Milz bei Splenomegalie, bei Leberzirrhose oder bei krankhaften immunologischen Prozessen wie dem Lupus erythematodes auftreten. Zu mäßig verringerten Leukozytenzahlen kommt es im Verlauf von Überempfindlichkeitsreaktionen mit Bildung von Antikörpern gegen die Granulozyten. Dabei kommen vor allem Arzneimittel wie Nichtsteroidale Antirheumatika oder organische Substanzen wie Benzol in Betracht.
Es ist möglich, die Leukozytenzahlen medikamentös durch Gabe von hämatopoetischen Wachstumsfaktoren wie dem Granulozyten-Kolonie-stimulierenden Faktor G-CSF zu erhöhen. Dieser kann seit 1986 rekombinant hergestellt werden und wurde in ersten klinischen Studien bereits 1987 eingesetzt. Ein Ersatz von Granulozyten durch Granulozytentransfusion ist nur an wenigen Behandlungszentren möglich und nicht sehr wirkungsvoll, da die transfundierten Granulozyten nur eine sehr kurze Lebensdauer haben. Vor Beginn einer solchen Behandlung ist die Verträglichkeit mit den roten und weißen Blutkörperchen des Empfängers zu überprüfen. Der Einsatz von Granulozytentransfusionen wird aufgrund der hohen Spenderbelastung nur bei anhaltenden schweren Neutropenien, die nicht auf G-CSF ansprechen, durchgeführt.